# صحراء بيدو

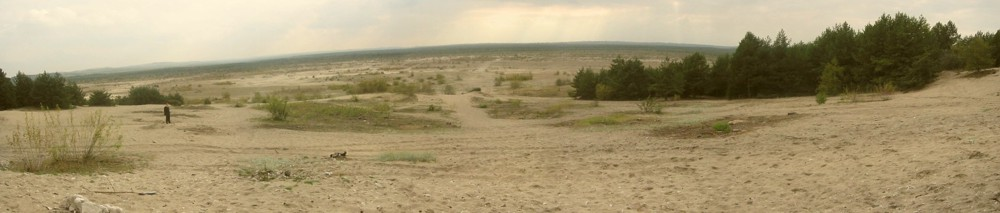
صورة صحراء بيدو في بولندا

صحراء بيدو (بالإنجليزيةBłędów Desert :,بالبولندية:Pustynia Błędowska) هي منطقة من الرمال بين منطقة بيدو وقرية كلوزيتش في بولندا. وتقع المنطقة على مرتفعات سيليزيا في فويفودشيب سيليزيا، يبلغ مساحة الصحراء الإجمالية 32 كم مربع.
الرمال بيدو تعد الأكبر في وسط أوروبا , نتجت عن تراكم الرمال الفضفاض البعيد عن البحر، وأودعت قبل آلاف السنين عن طريق ذوبان القمم الجليدية، تعد هذه الصحراء الرملية ذو غنى نسبي بالمعادن (تشمل: الزنك والفضة والفحم) ، وهي أيضا تملك بنية جيولوجية معينة كان له أهمية كبيرة، حيث أن متوسط سمك طبقة الرمال تبلغ حوالي 40 مترا (بحد أقصى 70 مترا) ، في السنوات الأخيرة بدأت الرمال في الانكماش، وقد بدأت ظاهرة السراب في الوجود في الصحراء. خلال الحرب العالمية الثانية تم استخدام المنطقة من قبل قوات فيلق أفريقيا الألماني للتدريب واختبار المعدات قبل نشرها في أفريقيا.
لم يتم تشكل صحراء بيدو بشكل طبيعي، وإنما تشكلت نتيجة للنشاط البشري الذي خفض منسوب المياه الجوفية إلى درجة أن الأرض لم تعد قادرة على دعم الحياة النباتية. ابتداء من العصور الوسطى تم تطهير غابات المنطقة بشكل كبير لتلبية احتياجات التعدين وصناعة المعادن المحلية، وهذا ما أدى لتعرض المنطقة لحوالي 150 كيلومتر مربه من الرمال، والتي وصلت مرة واحدة شمالا حتى بلدة شيزكوا. وفقا للأسطورة نشأت الصحراء من قبل الشيطان، الذي أراد أن يدفن فضة منجم قريب في الرمال. استخدمت الصحراء كأرضية عسكرية من بداية القرن العشرين، وخلال الحرب العالمية الثانية كان فيلق أفريكا الألماني يستخدم المنطقة لتدريب الجنود واختبار المعدات قبل نشرها في أفريقيا.